# سيدي بوهرية
سيدي بوهرية  (بالإنجليزية: SIDI BOUHRIA) هي جماعة قروية تابعة لإقليم بركان ضمن الجهة الشرقية بالمغرب. بلغ مجموع عدد سكان سيدي بوهرية  حسب إحصاءات 2004 حوالي 5400 نسمة من بينهم 1 أجنبي يعيشون في 991 أسرة.

## إحصاء عام
| السنة | عدد السكان | عدد الأسر | عدد الأجانب |
| ----- | ---------- | --------- | ----------- |
| 1994  | 5901       | 909       | °°°°        |
| 2004  | 5400       | 991       | 1           |